# Episodi di Hamburg Distretto 21 (terza stagione)
La terza stagione della serie televisiva Hamburg Distretto 21 è stata trasmessa in prima tv in Germania ogni giovedì alle ore 19,25 sulla rete televisiva ZDF dal 30 ottobre 2008 al 14 maggio 2009. In Italia è trasmessa dal 29 agosto 2009 al 10 settembre 2009 sul canale Steel, mentre su Rete 4 è stata trasmessa dal 5 ottobre 2009.
A partire dal primo episodio Thomas Scharff (Nils Meermann), viene sostituito da Markus Knüfken (Kai Norden), mentre a partire dal tredicesimo episodio Frank Vockroth (Bernd "Boje" Thomforde) è sostituito da Uwe Fellensiek (Henning Storm).
| nº | Titolo originale         | Titolo italiano           | Prima TV Germania | Prima TV Italia   |
| -- | ------------------------ | ------------------------- | ----------------- | ----------------- |
| 1  | Der Neue                 | Il nuovo arrivato         | 30 ottobre 2008   | 29 agosto 2009    |
| 2  | Vertrauensfrage          | Paternità                 | 6 novembre 2008   | 29 agosto 2009    |
| 3  | Offene Rechnung          | Conto aperto              | 13 novembre 2008  | 30 agosto 2009    |
| 4  | Keine Heimat             | Senza dimora              | 20 novembre 2008  | 30 agosto 2009    |
| 5  | Nichts als Kohle         | Il patrimonio di famiglia | 4 dicembre 2008   | 31 agosto 2009    |
| 6  | Herzenssache             | Il circolo del cuore      | 11 dicembre 2008  | 31 agosto 2009    |
| 7  | Nichts als die Wahrheit  | Nient'altro che la verità | 18 dicembre 2008  | 1º settembre 2009 |
| 8  | Wo ist Mama?             | La donna scomparsa        | 8 gennaio 2009    | 1º settembre 2009 |
| 9  | Hart an der Kante        | Tuffo nel vuoto           | 15 gennaio 2009   | 2 settembre 2009  |
| 10 | Gefährliche Verehrer     | Il molestatore            | 22 gennaio 2009   | 2 settembre 2009  |
| 11 | Familiengeheimnisse      | Segreti di famiglia       | 29 gennaio 2009   | 3 settembre 2009  |
| 12 | Das Versprechen          | La promessa               | 5 febbraio 2009   | 3 settembre 2009  |
| 13 | Das Herz eines Boxers    | Il cuore di un pugile     | 12 febbraio 2009  | 4 settembre 2009  |
| 14 | Liebe deinen Nächsten    | Il condominio             | 19 febbraio 2009  | 4 settembre 2009  |
| 15 | Trennung in Freundschaft | La chiave mancante        | 5 marzo 2009      | 5 settembre 2009  |
| 16 | Amerikanische Hochzeit   | I documenti scomparsi     | 12 marzo 2009     | 5 settembre 2009  |
| 17 | Der blonde Engel         | Angelo biondo             | 19 marzo 2009     | 7 settembre 2009  |
| 18 | Muttergefühle            | Madre in affitto          | 26 marzo 2009     | 7 settembre 2009  |
| 19 | Falsche Töne             | Nota stonata              | 2 aprile 2009     | 8 settembre 2009  |
| 20 | Gefährlicher Chat        | Chat pericolosa           | 9 aprile 2009     | 8 settembre 2009  |
| 21 | Jasmins Fall             | Il caso Jasmin            | 16 aprile 2009    | 9 settembre 2009  |
| 22 | Heimliche Liebe          | Amore segreto             | 23 aprile 2009    | 9 settembre 2009  |
| 23 | Heißer Abriss            | Progetti in fumo          | 30 aprile 2009    | 10 settembre 2009 |
| 24 | Latin Lover              | Latin lover               | 7 maggio 2009     | 10 settembre 2009 |
| 25 | Knock out                | L'ultimo incontro         | 14 maggio 2009    | 10 settembre 2009 |

## Il nuovo arrivato
- Titolo originale: Der Neue - Il nuovo arrivato
- Diretto da: Rolf Wellingerhof
- Scritto da: Nina Bohlmann e Nina Weger

### Trama
Primo giorno di servizio per l'Ispettore Capo, Kai Norden, in sostituzione di Nils, trasferitosi in Renania. Kai si trova casualmente in banca, durante una rapina. Il rapinatore prende con sé una donna in ostaggio e si dà alla fuga. I sospetti ricadono su due giovani dell'alta società amburghese. Boje chiede a Elke di andare a convivere.

## Paternità
- Titolo originale: Vertrauensfrage
- Diretto da: Rolf Wellingerhof
- Scritto da: Gabriele Herzog e Scarlett Kleint

### Trama
Una chiamata arriva al Distretto 21: un uomo ha aggredito il proprio vicino perché lo sospetta di avere una relazione con sua moglie. La coppia, Peter e Lisa, hanno appena avuto un bambino ma dal test del DNA, cui Peter si è segretamente sottoposto, risulta che Leon non è suo figlio. Gli agenti intervengono ma Peter, in preda alla disperazione, sale sul tetto di un edificio e minaccia di suicidarsi. Melanie con l'aiuto di Jasmin, un medico dell'ospedale, scopre la verità sulla vicenda.

## Conto aperto
- Titolo originale: Offene Rechnung
- Diretto da: Rolf Wellingerhof
- Scritto da: Klaus Arriens e Thomas Wilke

### Trama
Werner Johannsen, ex-collega di Boje, viene colto da infarto e ricoverato al EKH. Dev'essere operato, ma chiede a Boje di rintracciare prima il figlio Armin, con cui non parla da diverso tempo. Arrivati nell'abitazione di Armin, Boje e Franzi la trovano a soqquadro. Annika, moglie di Armin, afferma di essere appena arrivata dalla Thailandia, dove il marito è affogato, e aver trovato la casa ridotta in quel modo. Anche il negozio appartenente agli Johannsen viene “visitato”: la polizia pensa dapprima che si tratti di tangenti non pagate, ma, attraverso un informatore, vengono a sapere che sul mercato c'è una grossa partita di eroina a prezzi stracciati. Si risale così alla verità: Armin ha inscenato la propria morte per poter continuare i suoi traffici di droga eludendo gli spacciatori serbi, che tentavano di impossessarsi dell'eroina. Grazie alla localizzazione di un cellulare chiamato frequentemente da Annika, la polizia risale al nascondiglio di Armin. Egli neutralizza Boje e tenta la fuga, ma viene fermato. Nel tragitto verso la prigione, Boje gli concede un quarto d'ora di incontro con il padre.

## Senza dimora
- Titolo originale: Keine Heimat
- Diretto da: Ulli Baumann
- Scritto da: Marc Blöbaum

### Trama
La settantaquattrenne Hedi Haller, esausta, sola e sperduta, si aggira per la città, trascinandosi dietro la sua piccola valigia. Quando passa davanti al locale di Elke, quest'ultima si accorge di lei; apparentemente l'anziana signora era stata cacciata dal suo appartamento senza motivo e messa sulla strada. Melanie e Kai indagano sulla vicenda e scoprono, che Hedi Haller è stata vittima di una ingiusta ingiunzione di sfratto. Il proprietario d'immobili Florian Schütz può dimostrare, che Hedi, avendo rinunciato ad una cosiddetta “abitazione-sostitutiva”, ha perso il diritto di risiedere nell'edificio che avrebbe dovuto essere ristrutturato. Kai però non intende abbandonare l'anziana signora senza dimora, al proprio destino. Il suo tentativo di rabbonire il proprietario d'immobili, termina tuttavia in un fiasco. Il proprietario e l'inquilina non sono estranei l'uno all'altra; sono addirittura imparentati. Franzi e Boje seguono parallelamente le tracce di un presunto scassinatore; sembra che questo si sia introdotto nell'appartamento di Hedi Haller. Loro non indagano soltanto sull'identità dello scassinatore, bensì scoprono anche degli indizi riguardo a un piano alquanto diabolico.

## Il patrimonio di famiglia
- Titolo originale: Nichts als Kohle
- Diretto da: Ulli Baumann
- Scritto da: Jochim Scherf

### Trama
Il consulente finanziario Axel Volkmann, processato per truffa, pochi giorni prima della fine del processo, si dilegua. Da quel momento, la moglie, Marie Volkmann, riceve minacce anonime di morte. Quando suo figlio Moritz viene ricoverato nel Elbkrankenhaus (EKH), con gravi ferite dopo un tentato sequestro, LKA a corto di personale, chiede appoggio agli agenti del commissariato 21: Boje e Franzi si occupano della protezione di Marie nella villa Volkmann, mentre Melanie e Kai cercano il fuoristrada del sequestratore, la loro unica traccia. I colleghi sono certi, che il responsabile sia da ricercare tra i numerosi investitori traditi, quando il caso ha una svolta inaspettata: Marie spara nella sua casa ad un presunto intruso e lo riduce in fin di vita è Axel Volkmann, suo marito, che si era dileguato cinque giorni prima.

## Il circolo del cuore
- Titolo originale: Herzenssache
- Diretto da: Ulli Baumann
- Scritto da: Frank Posiadly

### Trama
Nel quartiere di Blankenese, Martina Eckholt viene spinta giù da una scalinata. In seguito alle gravi ferite riportate, viene ricoverata all'EKH in terapia intensiva. Gli unici parenti di Martina ad Amburgo sono sua sorella Saskia, incinta di nove mesi, e suo marito Andreas, il primo ad essere sospettato di aver tentato di uccidere Martina. Ma durante le indagini si scopre che la ragazza partecipava ad un gioco piramidale chiamato il “circolo del cuore”. Melanie supera i suoi conflitti con Kai e Boje sta pensando seriamente di diventare padre.